# Wełyka Uholka (rzeka)
Wełyka Uholka (ukr. Велика Уголька) – rzeka na Ukrainie, na Zakarpaciu, lewy dopływ Terebli. Ma 27 km długości, powierzchnia dorzecza zajmuje 159 km².
Rzeka bierze początek na południowych stokach Menczuła w Rezerwacie Masywu Uholsko-Szerokołużańskiego na północ od wsi Wełyka Uholka. Płynie z północy na południe przez wsie Wełyka Uholka i Uhla. Dolina rzeki osiąga do 200 m szerokości. Na jej biegu występują liczne progi skalne, a nawet niewielkie wodospady. Spadek rzeki wynosi 42 m/km. Położenie źródła wpływa znacząco na czystość wód, dzięki czemu w rzece występuje populacja pstrąga oraz minoga dunajskiego.